# Herăști
Herăști è un comune della Romania di 2 222 abitanti, ubicato nel distretto di Giurgiu, nella regione storica della Muntenia.
Il comune è formato dall'unione di 2 villaggi: Herăști e Miloșești.